# ناحیه مونتگومری، شهرستان کرافورد، ایلینوی
ناحیه مونتگومری (به انگلیسی: Montgomery Township) یک منطقهٔ مسکونی در ایالات متحده آمریکا است که در شهرستان کروفورد، ایلینوی واقع شده‌است. ناحیه مونتگومری ۱۷۰ متر بالاتر از سطح دریا واقع شده‌است.